# Rotlusblomflugor
Rotlusblomflugor (Pipizella) är ett släkte av tvåvingar som beskrevs av Camillo Rondani 1856. Rotlusblomflugor ingår i familjen blomflugor.

## Dottertaxa till rotlusblomflugor, i alfabetisk ordning[1][2]
- Pipizella altaica
- Pipizella annulata
- Pipizella antennata
- Pipizella barkalovi
- Pipizella bayburtica
- Pipizella beckeri
- Pipizella bispina
- Pipizella brevantenna
- Pipizella brevis
- Pipizella calabra
- Pipizella cantabrica
- Pipizella caucasica
- Pipizella cauta
- Pipizella certa
- Pipizella cornuta
- Pipizella curvitibia
- Pipizella dentata
- Pipizella divicoi
- Pipizella elegantissima
- Pipizella leleji
- Pipizella lyneborgi
- Pipizella maculipennis
- Pipizella martshukae
- Pipizella mesasiatica
- Pipizella mongolorum
- Pipizella montana
- Pipizella nartshukae
- Pipizella nataliae
- Pipizella nigra
- Pipizella nigriana
- Pipizella pennina
- Pipizella richterae
- Pipizella siciliana
- Pipizella speighti
- Pipizella thapsiana
- Pipizella tiantaiensis
- Pipizella ussuriana
- Pipizella viduata
- Pipizella virens
- Pipizella zeneggenensis
- Pipizella zloti